# Gencsapáti
Gencsapáti is een plaats (község) en gemeente in het Hongaarse comitaat Vas. Gencsapáti telt 2665 inwoners (2001).